# FK Spartaks Jūrmala
Futbola Klubs Spartaks is een Letse voetbalclub uit Jūrmala, een stad aan de Golf van Riga. De thuiswedstrijden worden gespeeld in het Slokas stadion. De traditionele kleur is rood.

## Geschiedenis
De club werd in 2007 opgericht en werd dat jaar direct kampioen in de 2. līga. Na zich drie jaren met moeite gehandhaafd te hebben in de 1. līga met respectievelijk een twaalfde, elfde en negende plaats, werd de club in 2011 derde en mocht meedoen aan de play-off wedstrijden om promotie. Over twee wedstrijden werd hierin JFK Olimps verslagen en FK Spartaks komt daarom sinds 2012 uit in de Virslīga. In de beker werd in 2011 de kwartfinale gehaald. 
In 2016 werd de club voor het eerst landskampioen. De daaropvolgende deelname aan de UEFA Champions League 2017/18 werd geen succes, want het werd in de eerste voorronde uitgeschakeld door het Kazachse Astana FK. Ook in 2017 werd men landskampioen.
Voor het seizoen 2023 werd geen licentie aangevraagd.

## Erelijst
Virslīga
2016, 2017
2. līga
2011

## Eindklasseringen
| 1 |

| 11 |

| 12 |

| 9 |

| 3 |

| 5 |

| 7 |

| 6 |

| 5 |

| 1 |

| 1 |

| 5 |

| 5 |

| 6 |

| 5 |

| 8 |

| Virslīga | 1. līga | 2. līga |

## In Europa
#Q = #kwalificatieronde, T/U = Thuis/Uit, W = Wedstrijd, PUC = punten UEFA coëfficiënten .
Uitslagen vanuit gezichtspunt FK Spartaks Jūrmala
| Seizoen | Competitie       | Ronde | Land                 | Club                | Totaalscore | 1e W    | 2e W    | PUC |
| ------- | ---------------- | ----- | -------------------- | ------------------- | ----------- | ------- | ------- | --- |
| 2015/16 | Europa League    | 1Q    | Vlag van Montenegro  | Budućnost Podgorica | 3-1         | 3-1 (U) | 0-0 (T) | 2.0 |
|         |                  | 2Q    | Vlag van Servië      | FK Vojvodina        | 1-4         | 0-3 (U) | 1-1 (T) | 2.0 |
| 2016/17 | Europa League    | 1Q    | Vlag van Wit-Rusland | Dinamo Minsk        | 1-3         | 1-2 (U) | 0-2 (T) | 0.0 |
| 2017/18 | Champions League | 1Q    | Vlag van Kazachstan  | Astana FK           | 1-2         | 0-1 (T) | 1-1 (U) | 0.5 |
| 2018/19 | Champions League | 1Q    | Vlag van Servië      | Rode Ster Belgrado  | 0-2         | 0-0 (T) | 0-2 (U) | 3.0 |
| 2018/19 | Europa League    | 2Q    | Vlag van San Marino  | SP La Fiorita       | 9-0         | 6-0 (T) | 3-0 (U) | 3.0 |
|         |                  | 3Q    | Vlag van Litouwen    | Sūduva Marijampolė  | 0-1         | 0-1 (T) | 0-0 (U) | 3.0 |

Totaal aantal punten voor UEFA coëfficiënten: 5.5